# Tocadisco
Tocadisco (* 9. Juni 1974 in Berlin; richtiger Name Roman Böer) ist ein deutscher DJ und Produzent und Multiinstrumentalist im Bereich House, Electro House, Techno & Tech House. Der Name Tocadisco ist an das spanische Wort „el tocadiscos“ („Plattenspieler“) angelehnt.

## Leben
Geboren in Berlin, jedoch aufgewachsen als Sohn des Fotografen und Mediengestalters Gerry Böer in Mönchengladbach, wo er auch regelmäßig im Club Die Nacht auflegt.
1996 begann Tocadiscos professionelle Karriere als DJ im Club Unique in Düsseldorf. Der Club wurde mit ihm als DJ von der Zeitschrift Prinz einige Male zum besten Club der Stadt gewählt. Im Jahre 2000 zog Tocadisco nach Köln und richtete dort sein Studio ein.

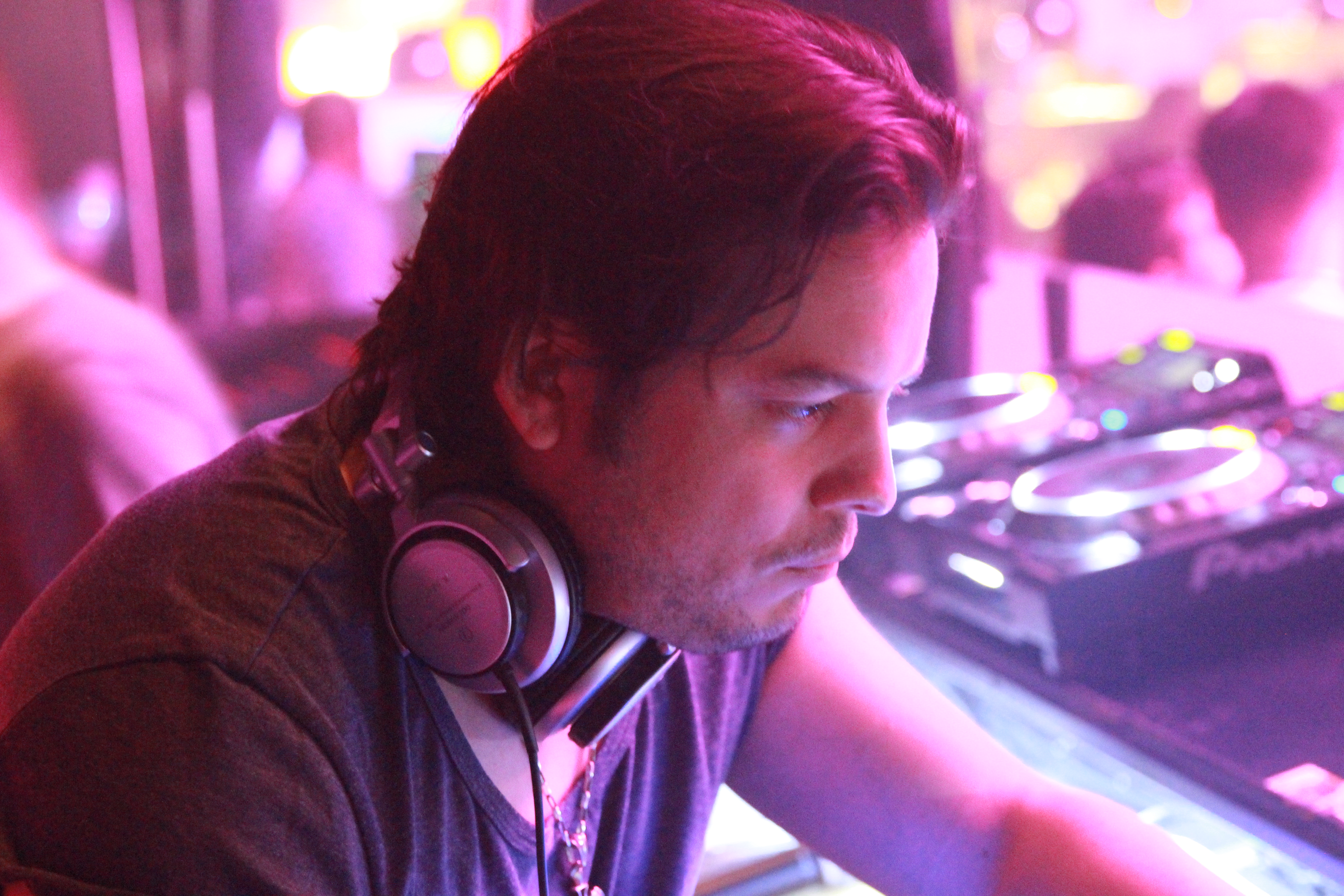
Tocadisco

Er produzierte zahlreiche Remixe für verschiedene Plattenfirmen. Der Bekannteste dabei war Lifetimes von Slam. Sein Mix wurde als einer der zwölf besten Remixe des Jahres 2001 von den Lesern des Magazins Groove gewählt. Im Oktober 2003 unterschrieb er einen Vertrag mit der deutschen Plattenfirma Superstar Recordings. Seine erste Single unter diesem Label war Nobody (Likes the Records That I Play). Sie erreichte Platz 39 der deutschen Charts. Im Jahre 2005 wurde Tocadisco von der Zeitschrift Raveline zu einem der besten Newcomer 2004 gewählt.
2005 wurde sein Zwischen den Stühlen Remix von Mylos In My Arms zu einem der meistgespielten Dance-Tracks des Jahres. Es folgten seine zweite Single You're No Good for Me und seine Doppelsingle Music Loud/Crazy Cursor.
Auf Superstar Recordings veröffentlichte Tocadisco eine Reihe von EPs unter dem Pseudonym AC/OT. Im September 2006 remixte Tocadisco einen Track von Michael Cretus Projekt Enigma – Eppur si muove von Enigmas letztem Album A Posteriori.
Sein Remix für The Egg – Walking Away (Great Stuff Records) wurde von Citroën für die Werbekampagne für das Model C4 ausgewählt. Des Weiteren benutzte David Guetta das Instrumental und mischte es mit einem seiner größten Hits Love Don't Let Me Go als Bootleg-Version und erreichte damit Platz 3 der englischen Charts.
Am 25. Januar 2008 erschien sein erstes Album Solo. Im August desselben Jahres war die Single Tomorrow Can Wait zusammen mit David Guetta und Chris Willis erfolgreich. Am 18. September 2009 erschien sein zweites Album TOCA 128.0 FM bei Superstar Recordings. 2011 entstand die Single Tequila Sunrise, die in Zusammenarbeit mit dem holländischen Produzenten Afrojack auf Wall / Spinnin Records erschien.
TOCA45 Recordings ist sein eigenes Schallplatten Label, TOCACABANA seine Radiosendung (60 Sender in 40 Ländern) und seine Partyreihe, die 2010 zusammen mit seiner Frau Nathizinha in Köln im Club „Bootshaus“ ins Leben gerufen wurde. Zusammen mit seiner Frau betreibt Tocadisco auch die Artist Booking Agentur Morumbi Booking.
2012 schuf er einen Remix für Milk & Sugars Let the Sunshine. Des Weiteren veröffentlichte er sein drittes Album FR3E anfänglich als freien Download anschließend auf dem deutschen Label WePlay. Im selben Jahr erschien auch die Single That Miami Track in Zusammenarbeit mit Julian Smith.
2013 benutzten Fatboy Slim und Riva Starr feat Beardyman einen Sample von Tocadiscos Track Bat3ria (von seinem dritten Album FR3E) und schufen ihren Hit Eat, Sleep, Rave, Repeat. Allerdings war das Sample anfangs nicht offiziell genehmigt. Doch nach kurzer Verhandlung wurde Tocadisco als Komponist des Songs beteiligt. 2013 erschien der Track Falling auf dem britischen Label Toolroom Recordings.
2014 schaffte es Tocadisco gleich zweimal auf Platz 1 der deutschen Dance Charts mit seinen Remixen für Faul& Wad Ad – Changes und Robin Schulz – Sun goes down. Mit Toolroom Records und der Firma M-Audio arbeitete Tocadisco an einem 2014 erschienenen Musikinstrument namens „Trigger Finger Pro“.
2015 veröffentlichte Tocadisco eine Reihe von EPs auf seinem Label Toca 45 Recordings (Brasil EP, Snake EP). Am 1. Mai 2016 erschien Tocadiscos viertes Album IV auf TOCA45 Recordings. 2016 erschien ein Remix für die australische Gruppe Yolanda be cool – From me to you (Tocadisco Remix) auf dem holländischen Label Spinnin Records. Es basiert auf einer von Bobby McFerrin neueingesungen Version eines Beatles-Klassikers.

## Diskografie (Auswahl)
Alben
- 2008: Solo (Superstar Recordings)
- 2009: Toca128.0FM (Superstar Recordings)
- 2012: FR3E (WePlay)
- 2016: IV (Toca 45 Recordings)